# Winfield Sheehan
Winfield R. Sheehan (Buffalo, 24 de setembro de 1883 — Los Angeles, 25 de julho de 1945) foi um executivo e produtor cinematográfico estado-unidense. Ele foi responsável por grande parte da produção da Fox Film Corporation durante as décadas de 1920 e 1930. Como chefe de estúdio, ele ganhou um Oscar de Melhor Filme por Cavalgada e foi indicado mais três vezes.

## Carreira
Sheehan era secretário pessoal de William Fox e dois anos depois tornou-se gerente geral e vice-presidente da Fox Film Corporation. Ele atuou como chefe de produção de 1926 a 1935, quando o estúdio se tornou parte da 20th Century-Fox e foi substituído por Darryl Zanuck. Depois disso, Sheehan se tornou um produtor independente até sua morte em 1945.